# Sonchus pinnatus
Sonchus pinnatus — вид рослин з родини Айстрові (Asteraceae), ендемік Мадейри.

## Опис
Це великий кущ чи невелике дерево заввишки до 2 метрів. Листки завдовжки 13–30 см. Квіти жовті.

## Поширення
Ендемік архіпелагу Мадейра (о. Мадейра).
Населяє скелясті місця, яри, росте вздовж долин і вирубок. Цей вид є набагато частішим у відкритих низовинних південних кручах та на великих висотах.

## Використання
Використовується у торгівлі декоративними рослинами.

## Загрози та охорона
Цьому виду загрожує зміна вогневого режиму внаслідок розширення інвазивних видів, головно Акації на півдні. На вершині гір, проблемою є розширення інвазивного Cytisus. Раніше загрозою було поїдання рослини козами й кроликами.
Цей вид знаходиться в Природному парку Мадейри.